# Solocisquama stellulata
Solocisquama stellulata är en fiskart som först beskrevs av Gilbert, 1905.  Solocisquama stellulata ingår i släktet Solocisquama och familjen Ogcocephalidae. Inga underarter finns listade i Catalogue of Life.